# June Salter
June Marie Salter (22 juni 1932 - 15 september 2001) was een Australisch actrice.
Salter werd geboren als de jongste van zes kinderen in Bexley, New South Wales. Als kind was ze veel achter de piano te vinden en volgde ze de Kogarah Secundary School. Salter begon haar carrière als receptioniste. Naast deze werkzaamheden was Salter ook aangesloten bij St. George Players, een acteergroepje. Salter vond acteren zo leuk dat ze besloot acteerlessen te volgen bij Rosalind Kennerdale. In 1952 was Salter voor het eerst te zien als actrice in Night Beat. Haar werk als secretaresse moest ze opgeven, omdat dat niet meer te combineren was. In die jaren die zouden volgen zou Salter zowel op de televisie als op de planken te zien zijn.

## Televisie
Salter maakte furore door haar rol als Freda Lucas in de ABC-soapserie Certain Woman, waarin ze samen met goede vriendin Queenie Ashton te zien was. Grote bekendheid verwierf ze door haar rol als voormalig lerares Elizabeth MacKenzie in de soap The Restless Years en haar rol als Matron Hilda Arrowsmith in A Country Practice.

## Privé
Salter was getrouwd met acteur John Meillon, met wie ze een zoon kreeg. John was verslaafd aan alcohol. Na dertien jaar strandde hun huwelijk in 1971. Salter en haar zoon leefden een tijdlang bij Gwen Friend, zus van schilder Donald Friend. Ze is nooit hertrouwd. Salter stond bekend als een hevige roker en overleed uiteindelijk aan kanker in 2001.
- Gemeinsame Normdatei: 122936779
- International Standard Name Identifier: 0000 0000 7865 5817
- Library of Congress Control Number: n95099024
- Trove: 641216
- Virtual International Authority File: 52583958
- WorldCat: E39PBJdGQQTtgJFHJX9rhDv8md